# Revolta de 1961 na Somália
A revolta de 1961 na Somália foi uma revolta malsucedida e uma tentativa de golpe de Estado no norte da Somália ocorrida em dezembro de 1961. Os conspiradores do golpe, um grupo de oficiais subalternos do norte, pretendiam restaurar a independência do Estado da Somalilândia.

## Antecedentes
Depois que o Território Fiduciário da Somalilândia foi unificado com o Estado da Somalilândia em 1960, descobriu-se que os dois sistemas políticos foram unificados sob diferentes Atos de União. O recém-unificado parlamento da República Somali prontamente criou um novo Ato de União para toda a Somália, mas este novo Ato foi amplamente rejeitado no antigo Estado da Somalilândia. Independentemente disso, o parlamento dominado pelo sul ordenou um referendo em todo o país para confirmar o Ato de União. Grande parte da população do norte boicotou o referendo e apenas 100.000 nortistas votaram. Destes, mais de 60% das pessoas eram contra a união sob a nova lei. O referendo ainda assim foi aprovado. Além disso, o clã Isaaq que dominava o norte era tradicionalmente hostil aos clãs Hawiye e Darod do sul que cada vez mais dominavam a política em toda a república. Consequentemente, o apoio do norte a unificação começou a se deteriorar.
Os distúrbios e a oposição a união aumentaram ainda mais quando os políticos sulistas começaram a assumir a maioria dos cargos políticos na recém-unificada República Somali. Isso gerou temores de que o antigo Estado da Somalilândia pudesse se tornar um posto negligenciado. Por sua vez, muitos funcionários administrativos e oficiais do norte foram transferidos para o sul para acalmar as tensões regionais.

## Revolta

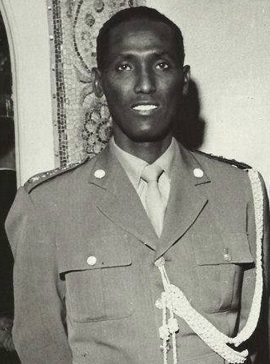
Os conspiradores do golpe acreditavam que eram apoiados pelo general Daud Abdulle Hirsi (foto em 1963), embora este apoiasse totalmente o governo central.

Além dessas tensões, também havia queixas pessoais entre vários oficiais de origem nortista. Eles sentiram que os oficiais do sul que haviam sido nomeados como seus superiores após a unificação eram mal instruídos e inadequados como comandantes. Além disso, suspeitava-se que o governo preferia oficiais treinados pelos italianos do sul a oficiais treinados pelos britânicos do norte. Um grupo de pelo menos 24 oficiais subalternos, incluindo vários que haviam sido treinados na Grã-Bretanha, posteriormente conspirou para acabar com a união entre a Somália e a Somalilândia. Um dos conspiradores golpistas foi Hussein Ali Duale, que mais tarde se tornou um importante político separatista da Somalilândia. Os conspiradores acreditavam que tinham o apoio do general Daud Abdulle Hirsi, chefe do Exército Nacional da Somália.
Quando os conspiradores golpistas lançaram sua revolta em dezembro de 1961, pretendiam conquistar as principais cidades da Somalilândia. O pesquisador Ken Menkhaus argumentou que a tentativa de golpe "não teve chance de sucesso" desde o início, já que os conspiradores não tiveram o apoio da maioria entre a população do norte ou das tropas locais. Um grupo de oficiais subalternos assumiu o controle da estação de rádio em Hargeisa, anunciando suas intenções e que eram apoiados pelo general Hirsi. Outro grupo de conspiradores tentou prender oficiais superiores de origem sulista na cidade de Burao, mas falhou.
O governo em Mogadíscio foi surpreendido com a revolta, mas reagiu rapidamente. O general Hirsi declarou via Rádio Mogadíscio que não estava envolvido na revolta, assim os suboficiais de origem nortista se moveram contra os golpistas em Hargeisa. Os lealistas retomaram a Rádio Hargeisa, matando um golpista. A revolta foi reprimida em questão de horas. Todos os golpistas sobreviventes foram presos.

## Resultado
Embora a revolta não tivesse sido apoiada pela população do norte, os habitantes locais ainda simpatizavam com os golpistas. O governo estava, portanto, inclinado a optar por um tratamento leniente. Os conspiradores foram levados a julgamento e o juiz britânico os absolveu, argumentando que não existia um Ato de União legítimo. Em consequência, os oficiais não poderiam ser condenados com base na Lei, enquanto toda a presença sulista no norte tornou-se legalmente questionável. As implicações mais amplas da decisão foram geralmente ignoradas na Somália na época, mas depois tornou-se importante para os nortistas que pretendiam justificar a separação da Somalilândia da Somália. Apesar disso, o governo somali aceitou a decisão e libertou os oficiais subalternos.
Nas décadas após a unificação, a insatisfação com a percepção de marginalização permaneceu alta no norte. Apesar disso, alguns membros da elite política da Somalilândia conseguiram ganhar posições de alto escalão nas forças armadas e no governo. Até mesmo alguns dos oficiais que participaram da revolta de 1961, como Duale, alcançaram posições de destaque. Isso não resolveu as tensões e os separatistas do norte posteriormente se revoltaram em 1981, contribuindo para a Rebelião Somali. Em 1991, a Somalilândia alcançou a independência de facto.

### Obras citadas
- Hansen, Stig Jarle; Bradbury, Mark (2007). «Somaliland: A New Democracy in the Horn of Africa?». Routledge. Review of African Political Economy. 34 (113): 461–476. doi:10.1080/03056240701672585
- Richards, Rebecca (2014). Understanding Statebuilding: Traditional Governance and the Modern State in Somaliland (em inglês). Surrey: Ashgate. ISBN 9781472425898
- Kaplan, Irving (Maio de 1969). Area Handbook for Somalia. Volume 550, Issue 86. Washington, D.C.: [s.n.]
- Lewis, I. M. (Abril de 1963). «The Somali Republic since Independence». The World Today. 19 (4): 167–174. JSTOR 40393489
- Lyons, Terrence; Samatar, Ahmed I. (2010). Somalia: State Collapse, Multilateral Intervention, and Strategies for Political Reconstruction (em inglês). [S.l.]: Brookings Institution Press. ISBN 9780815720256
- Menkhaus, Ken (2017). «Calm between the storms? Patterns of political violence in Somalia, 1950–1980». In:  Anderson, David M.; Rolandsen, Øystein H. Politics and Violence in Eastern Africa: The Struggles of Emerging States. London: Routledge. pp. 20–34. ISBN 978-1-317-53952-0
- Samatar, Abdi Ismail; Samatar, Ahmed I. (2005). «International Crisis Group Report on Somaliland: An Alternative Somali Response». Bildhaan: International Journal of Somali Studies. 5: 107–124

- Este artigo foi inicialmente traduzido, total ou parcialmente, do artigo da Wikipédia em inglês cujo título é «1961 revolt in Somalia».